# Mukha Halli, Gundlupet
Mukha Halli là một làng thuộc tehsil Gundlupet, huyện Chamarajanagar, bang Karnataka, Ấn Độ.